# Freeport Fashion Outlet
O Freeport Lisboa Fashion Outlet (anteriormente conhecido como Freeport Fashion Outlet) foi inaugurado a 9 de Setembro de 2004 e está localizado a 30 minutos de Lisboa através da Ponte Vasco da Gama, em Alcochete, Alcochete.
Possui uma vasta gama de lojas de vários tipos e é um grande chamariz para os turistas que visitam Portugal por ter lojas de marcas de luxo como Carolina Herrera, Hugo Boss, Burberry, Armani, Trussardi, Coach, Purificación García, Calvin Klein, Tommy Hilfiger, entre outras.

## Características
- 9 Restaurantes
- Mais de 150 Marcas

## História

### Licenciamento

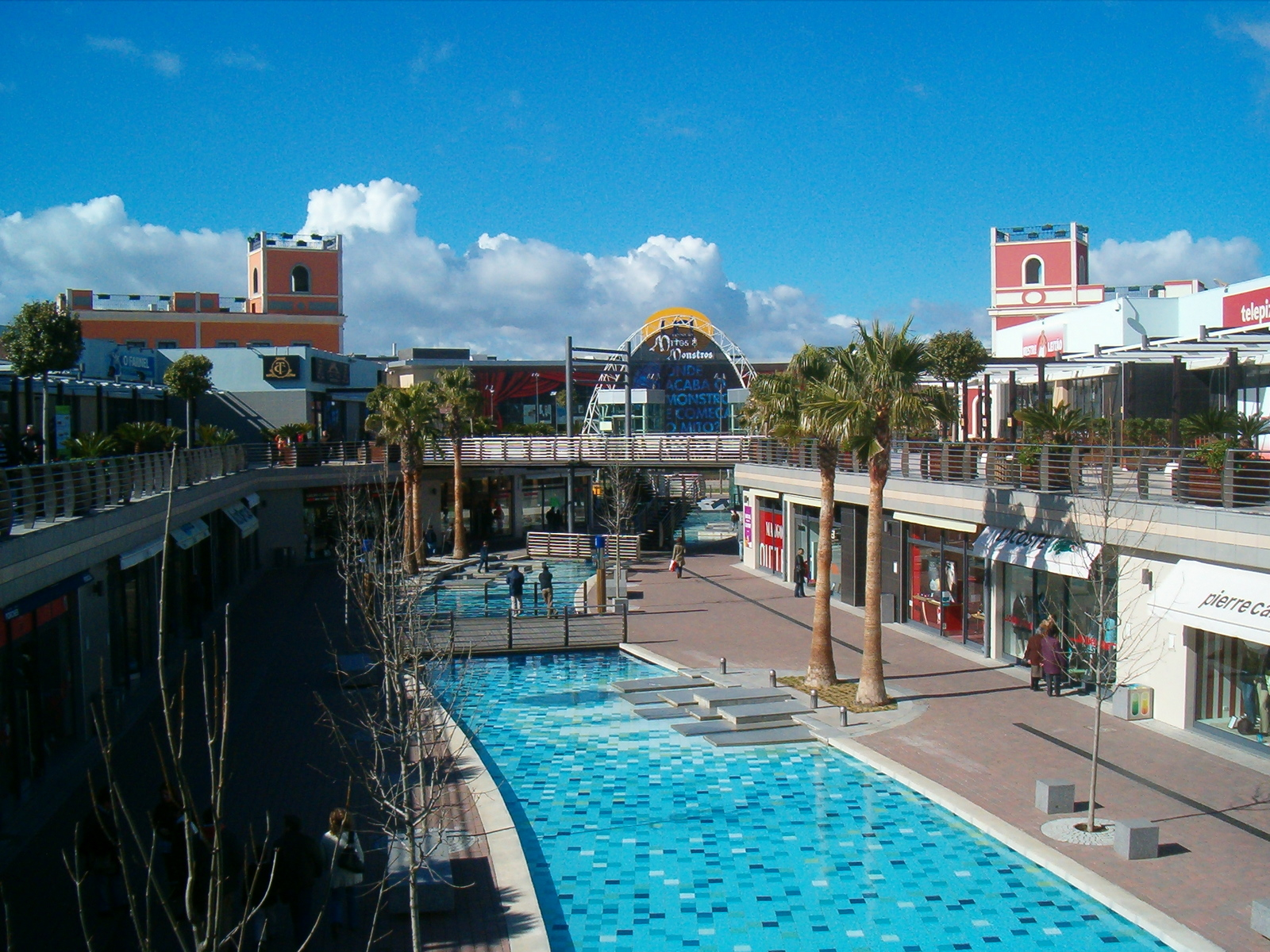

Projecto dos arquitectos Portugueses Eduardo Capinha Lopes e João Banazol.
Em 1999 a multinacional irlandesa RJ McKinney, promotora imobiliária, apresenta no Instituto da Conservação da Natureza um pedido de informação acerca da viabilidade da reconversão da antiga fábrica de pneus Firestone em Alcochete num Complexo Lúdico-Comercial, a que daria o nome de «Designer Village».
O local escolhido, no entanto, encontrava-se em plena Zona de Protecção Especial (ZPE) da Reserva Natural do Estuário do Tejo. E para se concretizar o empreendimento, era necessário alterar os limites dessa ZPE.

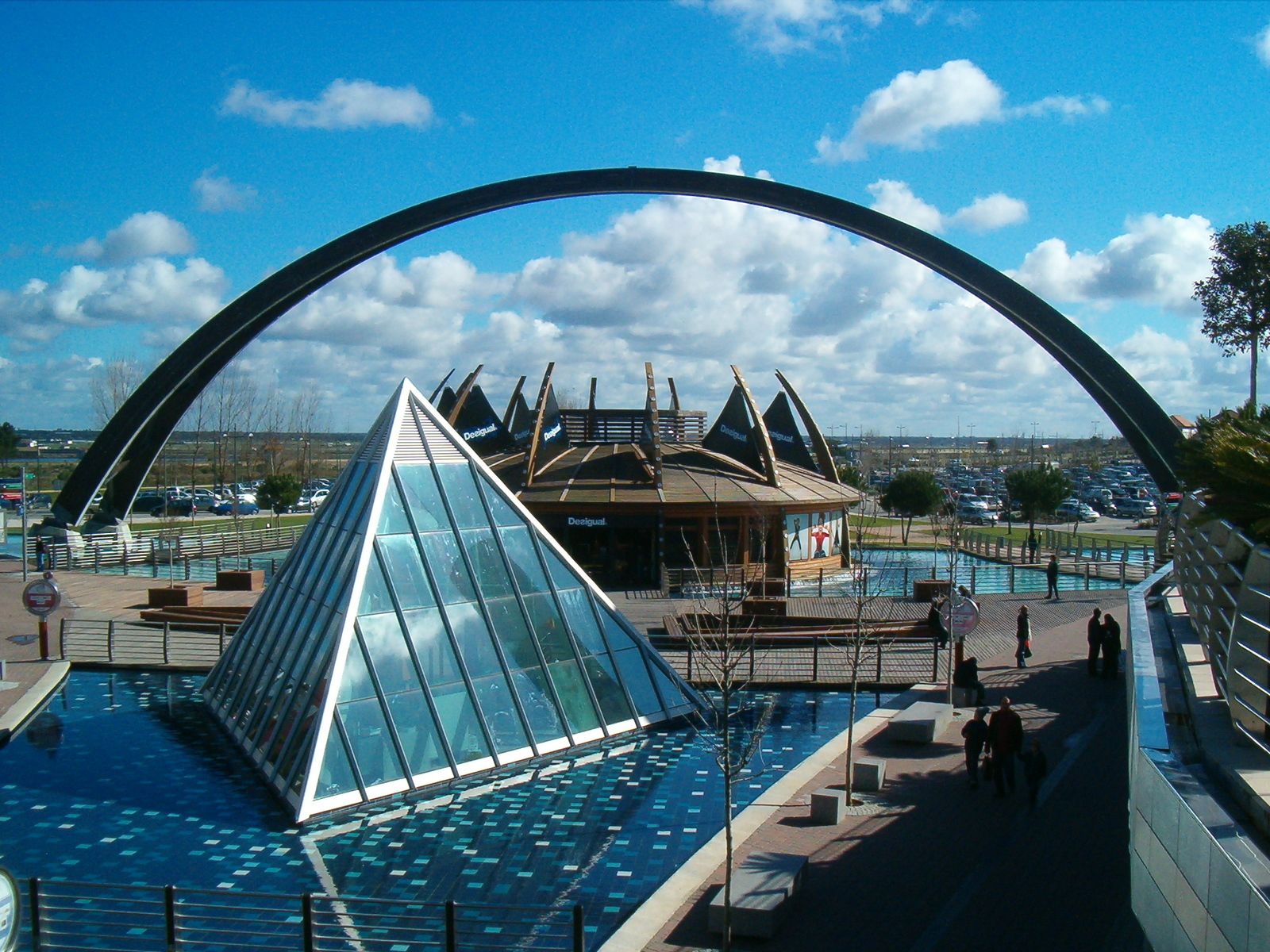

A empresa vai adquirir nesse ano uma série de terrenos e vai contratar, no ano seguinte, a «Smith & Pedro - Consultores Associados, Lda.», uma consultora portuguesa, que fica encarregada de obter as licenças e as aprovações para o projecto. A «Smith & Pedro» foi fundada no ano 2000, em Faro, tendo passado em 2004 para Alcochete. Charles Smith, inglês, e Manuel Pedro, português, eram os dois sócios. Entretanto, em Dezembro de 2008, a sociedade foi dissolvida.
Em 2001 a RJ McKinney vende os terrenos à empresa Freeport PLC. Uma empresa fundada em Julho de 1994, cotada na Bolsa de Londres e que se notabilizou através da concepção e desenvolvimento de Outlets. Apesar da venda, a consultora «Smith & Pedro» vai continuar a assegurar a legalização do projecto.

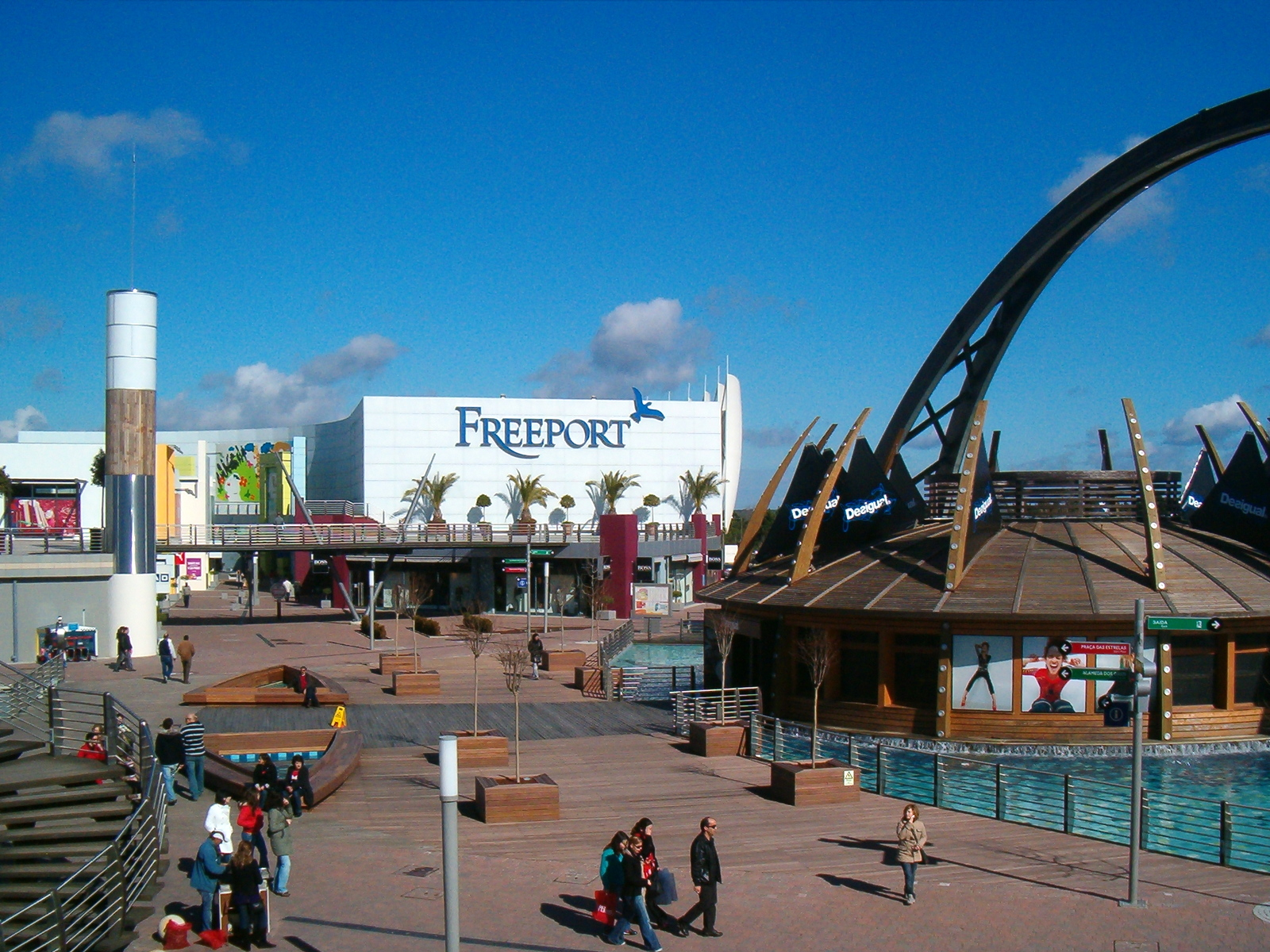

 A autorização para a sua construção foi dada pelo XIV Governo, liderado por António Guterres quando já estava demissionário em 14 de Março de 2002, três dias antes das eleições que retirariam o PS do Governo, através do Decreto-Lei n.º 140/2002, que só vai ser publicado em «Diário da República» a 20 de Maio.
O diploma foi levado ao Conselho de Ministros pelo ministro do Ambiente e do Ordenamento do Território José Sócrates. Este decreto reavaliou os limites da ZPE para que «fossem identificadas as áreas concretas que devem integrar o perímetro urbano de Alcochete, as quais, nessa medida, deixam de estar incluídas na ZPE do Estuário do Tejo». E deixam de estar incluídas porque são áreas que não são relevantes para a avifauna devido às suas características e ocupação. A alteração é aprovada, excluindo desta área protegida parte dos terrenos que serão ocupados pelo Freeport.
No mesmo dia, o então secretário de Estado do Ambiente, Rui Gonçalves, assina a Declaração de Impacto Ambiental (DIA) favorável à construção do Freeport.
O estudo de impacto ambiental foi avaliado e aprovado em 55 dias, sendo o mais rápido entre todos os que estão correctamente registados na base de dados da Agência Portuguesa do Ambiente desde 1995.
Os técnicos do Instituto de Conservação da Natureza (ICN) que deram pareceres que chumbariam liminarmente o projecto foram afastados do processo pela direcção daquele organismo.

### Inauguração
A inauguração foi em 9 de Setembro de 2004, na presença do ministro das Cidades, José Luís Arnaut, do presidente da Câmara de Alcochete, José Inocêncio e dos condes de Wessex - o príncipe Eduardo e a mulher Sofia.
A festa da inauguração contou com as actuações da banda portuguesa GNR e do cantor pop britânico Tom Jones, que actuaram perante centenas de espectadores.
O empreendimento esteve a funcionar sem licença de utilização até Novembro 2007, ano em que esta foi finalmente passada pela Câmara de Alcochete depois de ter sido aprovada, pela CCCDR de Lisboa e Vale do Tejo.

### Actualidade
Em Março de 2007 a companhia britânica Freeport Leisure foi adquirida pelo Grupo Carlyle.
Em Dezembro de 2014 o grupo Via Retail (detentor dos maiores outlet do mundo) comprou o Freeport e o mesmo logo se encontrou em período de obras e remodelação para se igualar aos melhores.